# Hispano-Suiza 20 HP
Der Hispano-Suiza 20 HP ist ein Pkw-Modell. Es wurde auch Hispano-Suiza 20–24 HP und Hispano-Suiza 24 HP genannt. La Hispano-Suiza stellte die Fahrzeuge im spanischen Barcelona her.

## Beschreibung
Marc Birkigt entwickelte das Fahrzeug als größere und stärkere Alternative zum Hispano-Suiza 14 HP. Wie dieser hatte es einen Vierzylindermotor mit Wasserkühlung. 100 mm Bohrung und 120 mm Hub ergaben 3770 cm³ Hubraum. Als Leistung sind 30 PS angegeben. Eine andere Quelle gibt an, dass es 1907 die Variante 24 HP gab, deren Motor 130 mm Hub, 4084 cm³ Hubraum und 33 PS Leistung hatte.
Der Motor war vorn im Fahrgestell eingebaut. Er trieb über eine Kardanwelle die Hinterachse an. Als Höchstgeschwindigkeit sind 80 km/h angegeben.
Der Radstand betrug 285 cm und die Spurweite 138 cm. Das Fahrgestell wog 750 kg, das Komplettfahrzeug 900 kg. Bekannt sind Aufbauten als Tonneau, Doppelphaeton, Phaeton und Landaulet.
Nachfolger wurde der Hispano-Suiza 20–30 HP.

## Produktionszahlen
1904 entstanden vier Fahrzeuge, die allerdings erst ab Januar 1905 ausgeliefert wurden. 1905 folgten 27 Fahrzeuge und in den beiden nächsten Jahren 36 und 49 Fahrzeuge. In der Summe sind das 116 Fahrzeuge. Eine andere Quelle nennt 67 Fahrzeuge mit dem kleineren und 76 Fahrzeuge mit dem größeren Motor, insgesamt also 143 Fahrzeuge.
Ignacio Fontcuberta aus Barcelona bestellte das erste Fahrzeug am 1. Juli 1904 oder kurz vorher. Es sollte am 21. Dezember 1904 ausgeliefert werden, wurde jedoch erst Anfang 1905 an den Kunden übergeben.
Die Société d’Automobiles à Genève in der Schweiz fertigte dieses Modell in Lizenz.